# Wolfgang Loschelder
Wolfgang Loschelder (* 25. Juli 1940 in Rom; † 20. Februar 2013) war ein deutscher Verwaltungsrechtler und Staatskirchenrechtler. Von 1995 bis 2006 war er Rektor der Universität Potsdam.

## Leben
Wolfgang Loschelder, aus einer bekannten Neusser Familie stammend, 1940 in Rom geboren und im rheinischen Neuss aufgewachsen, war der Sohn aus der Ehe des Musikhistorikers Josef Loschelder und Elisabeth, geb. Hesemann. Am dortigen Quirinus-Gymnasium machte er 1960 sein Abitur. 
Er studierte von 1960 bis 1965 Rechtswissenschaft an der Universität Bonn. Nach der ersten (1965) und zweiten (1975) juristischen Staatsprüfung wurde er 1976 in Bonn mit der Arbeit über die Kommunale Selbstverwaltungsgarantie und gemeindliche Gebietsgestaltung zum Doktor der Rechte promoviert. 1980 habilitierte er sich in Bonn mit der Schrift Vom besonderen Gewaltverhältnis zur öffentlich-rechtlichen Sonderbindung. 
1981 wurde Loschelder auf den Lehrstuhl für Öffentliches Recht, insbesondere Verwaltungsrecht und Verwaltungslehre, der Ruhr-Universität Bochum berufen.
Im Oktober 1991 übernahm er an der Universität Potsdam eine Vertretungsprofessur und rückte im Mai 1992 auf den Lehrstuhl für Verwaltungsrecht, Verwaltungsprozessrecht und Umweltrecht. Er baute dort mit Rolf Grawert die Juristische Fakultät auf. Von März 1993 bis März 1994 wirkte Loschelder als Dekan der Juristischen Fakultät und von März 1994 bis September 1995 zeichnete er im Amt des Prorektors für Entwicklungsplanung und Finanzen der Universität verantwortlich. Schließlich übernahm er am 1. Oktober 1995 als Rektor die Leitung der Universität; 1999 wurde er wiedergewählt. Nach dem Ende seiner zweiten Amtsperiode schied er am 31. Dezember 2006 aus diesem Amt aus.
Er war seit 1967 verheiratet mit Christiane Brückner. Er hat vier Kinder. Sein Sohn Friedrich ist Jurist.

## Wirken
Das religionswissenschaftliche Engagement des Katholiken Loschelder wurde von allen Seiten anerkannt. Er setzte die Gründung der Institute für evangelisches und katholisches Kirchenrecht durch und legte den Grundstein für eine jüdisch-theologische Ausbildung in Potsdam.

## Auszeichnungen
- 2006: Ehrensenator der Universität Potsdam
- 2006: Orden Pro Ecclesia et Pontifice[4]
- 2007: Verdienstorden des Landes Brandenburg[5]

## Werke
- Kommunale Selbstverwaltungsgarantie und gemeindliche Gebietsgestaltung. Duncker und Humblot, Berlin 1976 (Zugl.: Bonn, Univ., Rechts- u. Staatswiss. Fak., Diss.), ISBN 3-428-03723-5.
- Vom besonderen Gewaltverhältnis zur öffentlich-rechtlichen Sonderbindung : zur Institutionalisierung d. engeren Staat/Bürger-Beziehungen. Heymann, Köln u. a. 1982, (Zugl.: Bonn, Univ., Habil.-Schr., 1980), ISBN 3-452-19337-3.
- Die Befugnis des Gesetzgebers zur Disposition zwischen Gemeinde- und Kreisebene. Aufgabenverteilung u. Aufsichtszuordnung nach d. Massstab d. Art. 28 Abs. 2 GG. Gutachten erstellt im Auftr. d. Niedersächs. Landkreistages. Schwartz, Göttingen 1986, ISBN 3-509-01413-8.
- Strukturreform der Bundeseisenbahnen durch Privatisierung? Zur verfassungsrechtlichen Problematik einer Neuordnung des Bundeseisenbahnwesens nach der Konzeption der Bundesregierung.  Dt. Gemeindeverl., Köln 1993, ISBN 3-555-01002-6.
- zusammen mit Ralph Jänkel (Hrsg.): Umweltforschung an der Universität Potsdam. Zentrum für Umweltwissenschaften der Universität Potsdam; Brandenburger Umweltforschungszentrum, Neuruppin, 2000.